# Stary Korczyn
Stary Korczyn je vesnice v Polsku, ve Svatokřížském vojvodství. Vesnice leží na pravém břehu řeky Nidy v okrese Busko, je součástí gminy Nowy Korczyn a sídlem sołectwa. V obci, která má 304 obyvatel, je základní škola.

## Historie
První zápisy o vsi pocházejí z roku 1145, kdy byla ves darována klášteru v Trzemesznie. Místní farnost je patrně starší, existovala již ve druhé polovině 11. století. Ve 13. století zde byl knížecí dvůr, ve kterém se v roce 1226 narodil Boleslav V. Stydlivý. Kníže Boleslav V. v roce 1258 založil na druhém břehu řeky Nidy ve vzdálenosti 3 km východně od (Starého) Korczyna městečko, které nazval Nowe Miasto Korczyn, (dnešní Nowy Korczyn). Knížecí dvůr byl přenesen na nové místo a Stary Korczyn tím ztratil na svém významu. Zůstal jen sídlem významného děkanátu a proto zde Kazimír III. Veliký nechal vybudovat nový zděný kostel, jehož stavba byla dokončena v 15. století. Polský středověký historik Jan Długosz uvádí, že ves Stary Korczyn patřila do majetku krále.

## Památky

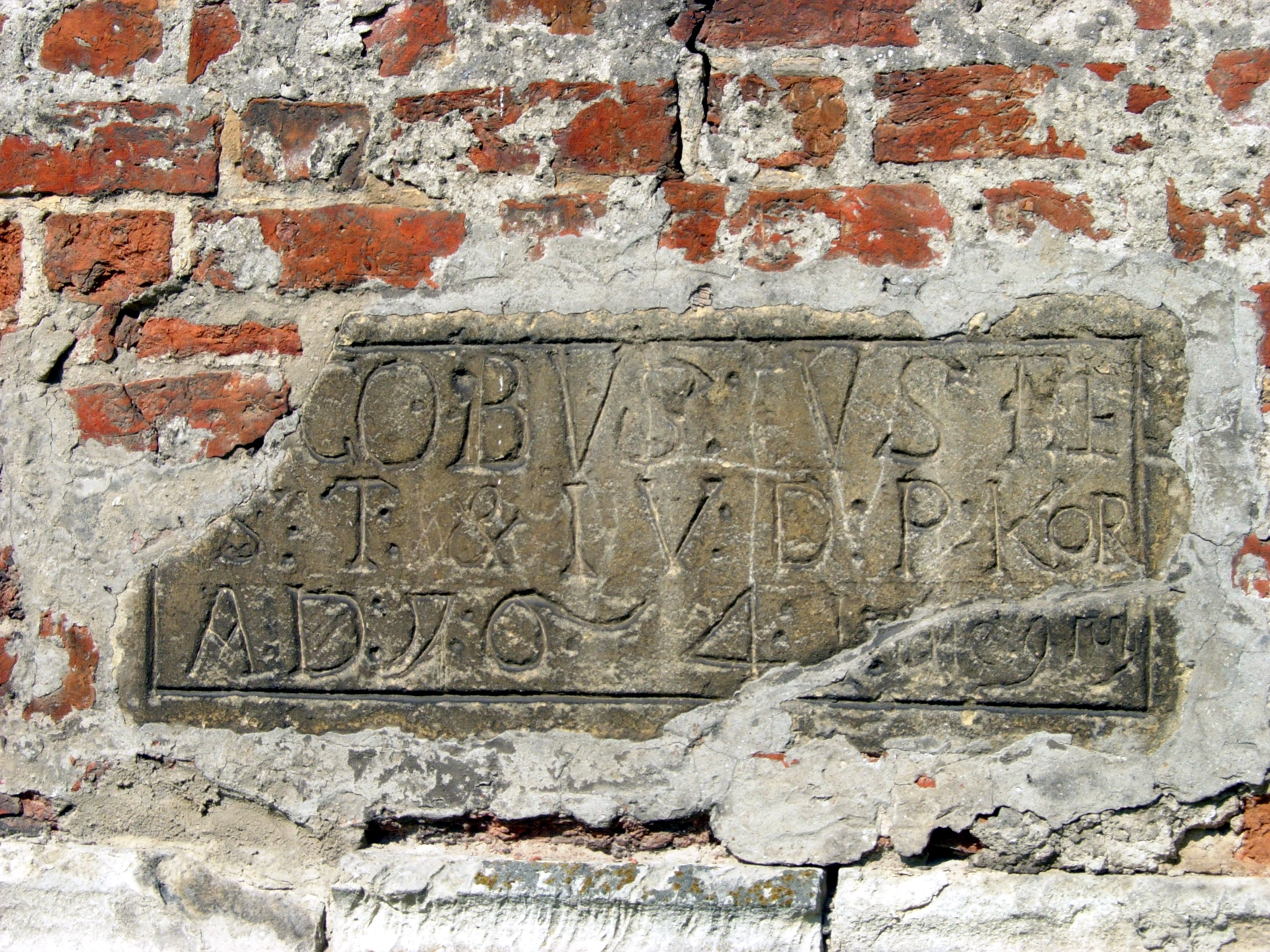
Deska profesora Jakuba z Ujścia na venkovní zdi sakristie

- Kostel svatého Mikuláše, dostavěný v 15. století a v 19. století přestavěný. Byl během první světové války značně poškozen a následně zrestaurován (mj. byla zbudována nová klenba). Gotické jsou kněžiště ze14. století, loď, sakristie a věž na jižní straně se zachovanými střílnami. Uvnitř kostela je pozdněgotický krucifix. Pozoruhodné jsou pamětní desky dvou profesorů krakovské Akademie. Připomínají skutečnost, že dvě století měla Akademie právo obsazovat zdejší proboštství.
- Zvonice je cihelná věž nedaleko kostela
- Hřbitov ze začátku 19. století